# Дон (река у Енглеској)
Дон (енгл. River Don) је река у Уједињеном Краљевству, у Енглеској. Дуга је 110 km. Протиче кроз Источни рајдинг Јоркшира и Јужни Јоркшир. Улива се у Уз. 